# Samke ḥarra
El samke ḥarra  (en árabe: سَمْكَة حَرَّة‎) es un plato tradicional del Líbano y la costa de Siria, que consiste en pescado cocinado en una salsa picante de tahine. La salsa contiene además ajo, cilantro, comino y pimienta de Alepo, la cual es picante. También puede acompañarse de salsa tarator o aromatizarse con limón.
En Líbano se usa típicamente mújol del Mediterráneo, y a veces la misma receta se suele hacer también con pulpo (ajṭabūṭ), con la única diferencia de que la salsa para pulpo no lleva tahine.